# 江別市民会館
江別市民会館（えべつしみんかいかん）とは、北海道江別市高砂町にあるホールおよび会議室等による複合施設。

## 概要
江別市民会館は、社会福祉の増進と文化の向上を目指して1973年に開館した公共施設である。江別市役所と隣接し、市民の芸術鑑賞や文化活動の拠点となっている。大ホールは、多様な舞台表現に対応する音響・照明システムを備え、コンサートや地元の演奏会に広く利用されている。その他、舞台設備のある多目的スペースの小ホール、会議室・和室などを備えている。また、レストラン「マキシドルパ」も付属している。

## 施設
江別市民会館は、大ホール・小ホールとその付属施設などから構成されるホール棟、主に会議室などから構成される会館棟に分かれている。
ホール棟
- 大ホール - 収容人数1,005名（固定席）、面積918.0m²、間口19m、奥行12m、高さ8m[3]
  - ホワイエ - 面積453.3m²
  - 楽屋1号 - 収容人数4名、面積22.0m²
  - 楽屋2号 - 収容人数3名、面積18.0m²
  - 楽屋3号 - 収容人数5名、面積18.0m²
  - 楽屋5号 - 収容人数12名（大部屋）、面積47.4m²
  - 楽屋6号 - 収容人数10名、面積24.1m²
- 小ホール - 収容人数250名、面積377.4m²、間口5.9m（上部）、7.5m（下部）、奥行4.0m、高さ3.1m[3]
  - 11号室 - 面積27.0m²

会館棟
- 2階
  - 21号室 - 収容人数120名、面積177.3m²
  - 22号室 - 収容人数10名、面積37.5m²
  - 23号室 - 収容人数30名、面積58.9m²
- 3階
  - 31号室 - 収容人数30名、面積61.2m²
  - 32号室 - 収容人数30名、面積61.2m²
  - 33号室 - 収容人数24名、面積45.0m²
  - 35号室 - 収容人数18名、面積34.0m²
  - 36号室 - 収容人数24名、面積56.4m²
  - 37号室 - 収容人数180名、面積223.2m²
  - 和室1号・和室2号 - 面積58.2m²（和室1号：6畳、和室2号：18畳）

## 沿革
江別市民会館の沿革は以下の通りである。
- 1973年（昭和48年）5月 - 江別市民会館オープン

## アクセス
江別市民会館への主な公共交通機関でのアクセスは以下の通りである。
| 交通機関                  | 路線名      | 乗車           | 停留所（駅）名        | 所要時間   | 備考             |
| ------------------------- | ----------- | -------------- | --------------------- | ---------- | ---------------- |
| JR北海道                  | 函館本線    | 札幌方面より   | JR 高砂駅             | 徒歩約10分 | 札幌駅より約25分 |
| JR北海道                  | 函館本線    | 江別方面より   | JR 高砂駅             | 徒歩約10分 | 江別駅より約2分  |
| ジェ イ・アール北海道バス | 江別線      | 新札幌方面より | 江別市役所前          | 徒歩約1分  | JR野幌駅経由     |
| ジェ イ・アール北海道バス | 江別線      | 江別方面より   | 江別市役所前          | 徒歩約5分  |                  |
| 北海道中央バス            | 江別2番通線 | 大麻方面より   | 市役所通（2番通沿い） | 徒歩約5分  | JR野幌駅経由     |
| 北海道中央バス            | 江別2番通線 | 江別方面より   | 市役所通（2番通沿い） | 徒歩約5分  |                  |